# Yaron Herman
Pour les articles homonymes, voir Herman.
Yaron Herman est un pianiste de jazz israélien né le 12 juillet 1981 à Tel Aviv et résidant à Paris.

## Biographie

### Jeunesse
Yaron Herman nait le 12 juillet 1981 à Tel Aviv.
Joueur prometteur de l'équipe nationale masculine junior de basketball (en), Yaron Herman se destine d'abord à une carrière sportive dans le basket-ball. Contraint d'arrêter son activité à la suite d'une blessure au genou, il commence à étudier le piano à l'âge de 16 ans avec le musicien de jazz Opher Brayer, qui utilise une méthodologie basée sur la philosophie, les mathématiques et la psychologie,,.
À l'âge de 19 ans, il déménage aux États-Unis pour étudier au Berklee College of Music, qu'il quitte au bout de deux mois, déçu par l'ambiance compétitive,,.

### Début de arrière
À 21 ans, il s'installe à Paris pour commencer sa carrière de pianiste de jazz.
Son premier album, Takes 2 to Know 1, enregistré avec le batteur Sylvain Ghio, parait en 2004 sur le label Sketch Records,.
Il enregistre ensuite Variations, un album en piano solo paru en 2006. La même année, il joue au sein du « Newtopia Project » de Raphaël Imbert, avec qui il enregistre Suite Élégiaque sur le label Zig-Zag Territoires.

### Yaron Herman Trio
En 2007 parait A Time for Everything le premier album du Yaron Herman Trio, avec le contrebassiste Matt Brewer et le batteur Gerald Cleaver. Il y joue des compositions personnelles, des standards et plusieurs reprises de chansons pop, comme Toxic de Britney Spears, Hallelujah de Leonard Cohen ou encore Message in a Bottle de The Police,. 
En 2008, il remporte la  Victoire du jazz de la « Révélation de l'année ». En 2009, il est nommé 3 fois aux Victoires du jazz : artiste de l'année, album de l'année pour Muse et prix du public.
Le même trio enregistre un nouvel album en 2009, intitulé Muse. Ils sont rejoints par le Quatuor Ébène. Si on y trouve un standard (Con Alma de Dizzy Gillespie) et une chanson (Isobel de Björk), l'album se concentre sur les compositions originales d'Herman et Brewer,.
Follow the White Rabbit, le troisième album du Yaron Herman Trio, sort en 2010. Accompagné par le contrebassiste Chris Tordini et le batteur Tommy Crane, il poursuit sa formule mêlant compositions originales et reprises (No Surprises de Radiohead, Heart-Shaped Box de Nirvana, Baby Mine du film Dumbo.
Neuf ans après Follow the White Rabbit, il renoue avec le trio en 2019 pour Songs of the Degrees, avec Sam Minaie à la contrebasse et Ziv Ravitz à la batterie. Enregistré en une journée, l'album est uniquement constitué de compositions originales en forme de chansons sans paroles, qui forment une sorte de « puzzle » autobiographique,

### Autres projets musicaux
Son album en duo avec le batteur Ziv Ravitz Everyday parait en 2015. Premier album du pianiste chez Blue Note, il est salué par la critique.
Son deuxième album chez Blue Note, Y, parait en 2017. Yaron Herman y retrouve le batteur Ziv Ravitz et invite Bastien Burger, le bassiste de The Dø. L'album, en bonne partie « home-made » et teinté de sonorités électroniques, est constitué de chansons, portées par les voix de Matthieu Chedid, de Dream Koala ou de Hugh Coltman,,.
En 2018, Yaron Herman et le batteur Ziv Ravitz sont invités comme solistes sur Sounds of Transformation, un album du chef d'orchestre suisse David Greilsammer, dirigeant le Geneva Camerata. Mêlant jazz et musique classique, le répertoire est constitué de pièces de Lully, Purcell, Marais, Rameau, ainsi que Concerto en sol de Ravel et de The Unanswered Question de Charles Ives.
Son disque Alma sort en 2022 chez Naïve. Deuxième album en piano solo après Variations, il improvise toute la musique, sans aucune préparation, exercice auquel il se livre souvent en concert mais qui n'avait jamais été enregistré,,,.
En 2025, il publie Radio Paradise avec son trio piano-contrebasse-batterie augmenté de deux saxophonistes ténor, Maria Grand et Alexandra Grimal. Avec cette formation, il revient à des sonorités plus classiques, moins électro, très tonales. Jazz Magazine relève dans cet album son talent de mélodiste, avec des mélodies évidentes et sans ostentation. Yaron Herman considère que les saxophonistes Maria Grand et Alexandra Grimal sont « les saxophonistes les plus passionnantes de la scène actuelle » et bien qu'ayant des styles très différents et complémentaires, elles sont capables toutes deux de nourrir la musique sans se mettre en avant.

### Autres activités
Passionné par la pédagogie et l'étude du processus créatif, il développe une théorie de l'improvisation musicale qu'il appelle « Composition en temps réel ». Il en développe le concept lors de conférences données à l'Université Sorbonne-Nouvelle. Il intervient également comme orateur lors des conférences TEDxHelvetia (2012), TEDxCERN (2013), TEDGlobal (2013), TEDxParis (2014). En 2015, il participe à l'exposition Une brève histoire de l'avenir de Jacques Attali au Musée du Louvre. Il fait aussi partie des membres du programme « Young Leaders » de la France China Foundation.
En 2020 il publie son premier livre, Le déclic créatif, dans lequel il partage son approche singulière de la créativité, avec des conseils pratiques pour la cultiver au quotidien.

## Style
« Je suis un improvisateur à la base, c’est le fondement de mon être. Si tu sais ce qui va arriver, ce n’est plus du jazz. »

— Yaron Herman en 2017.
Le style de Yaron Herman porte l'influence forte de Keith Jarrett, ainsi que celle de Brad Mehldau,,,,,. Au fil de son évolution, on peut également rapprocher sa musique des trios d'Esbjörn Svensson, de Kit Downes (en) ou de Tord Gustavsen,. On trouve également des morceaux d'Alexandre Scriabine sur ses deux albums A Time for Everything, Everyday.

## Récompenses
- 2008 : Victoires du jazz dans la catégorie « Révélation instrumentale française de l’année (Prix Frank Ténot) »

## Discographie

### En tant que leader
- 2006 : Variations, piano solo (Laborie Records)
- 2007 : A Time for Everything, Yaron Herman Trio, avec Matt Brewer (b) et Gerald Cleaver (d) (Laborie Records)
- 2009 : Muse, Yaron Herman Trio (Laborie Records)
- 2010 : Follow the White Rabbit, Yaron Herman Trio (Act Records)
- 2012 : Alter Ego, Yaron Herman (Act Records)
- 2015 : Everyday, avec Ziv Ravitz (Blue Note Records)
- 2017 : Y, avec Bastien Burger, Ziv Ravitz, Matthieu Chedid, Dream Kaola, Hugh Coltman (Blue Note)
- 2019 : Songs of the Degrees, Yaron Herman Trio avec Sam Minaie (b) et Ziv Ravitz (d) (Universal)
- 2022 : Alma, Yaron Herman (Y-Lab)
- 2025 : Radio Paradise, Yaron Herman (Naïve) avec Maria Grand, Alexandra Grimal, Haggai Cohen Milo, Ziv Ravitz

### En tant que coleader
- 2001 : Yaron Herman/Pablo Valat/Sylvain Ghio (autoproduit)
- 2003 : Takes 2 to Know 1, en duo avec Sylvain Ghio (Sketch)
- 2014 : The New Tradition, en duo avec Adam Bałdych (Act)
- 2018 : Sounds of Transformation, avec David Greilsammer (Sony Classical)

### En tant que sideman
Avec Raphaël Imbert Newtopia Project
- 2006 : Suite élégiaque (Zig-Zag Territoires)

Avec Dominic Miller
- 2010 : November (Q-rious Music)
- 2012 : Fifth House (Q-rious Music)

Avec Fatoumata Diawara
- 2018 : Fenfo - Something To Say (Montuno Producciones Y Eventos, S.L.)

Avec Chick Corea
- 2020 : Plays (Concord Jazz). Yaron Herman est invité à jouer sur un titre (Aaron) en duo avec Chick Corea.